# Бешпалтырь
Бешпалтырь — река в России, протекает по Ставропольскому краю. Устье реки находится в 46 км по правому берегу реки Сухой Карамык. Длина реки составляет 10 км, площадь водосборного бассейна 23,8 км².

## Данные водного реестра
По данным государственного водного реестра России относится к Западно-Каспийскому бассейновому округу, водохозяйственный участок реки — Кума от впадения реки Подкумок до Отказненского гидроузла. Речной бассейн реки — Бессточные районы междуречья Терека, Дона и Волги.
Код объекта в государственном водном реестре — 07010000612108200001904.